# Eodorcadion dorcas scabrosum
Eodorcadion dorcas scabrosum es una subespecie de escarabajo longicornio perteneciente al género Eodorcadion, categorizada en la tribu Dorcadionini, de la subfamilia Lamiinae. Fue descrita por Namhaidorzh en 1972.
El período de actividad en los ejemplares adultos se presenta en el mes de agosto.

## Descripción
Mide 17,5-26 mm de longitud.

## Distribución
Se distribuye por Asia: en Mongolia.